# St. Johannes (Arsten)

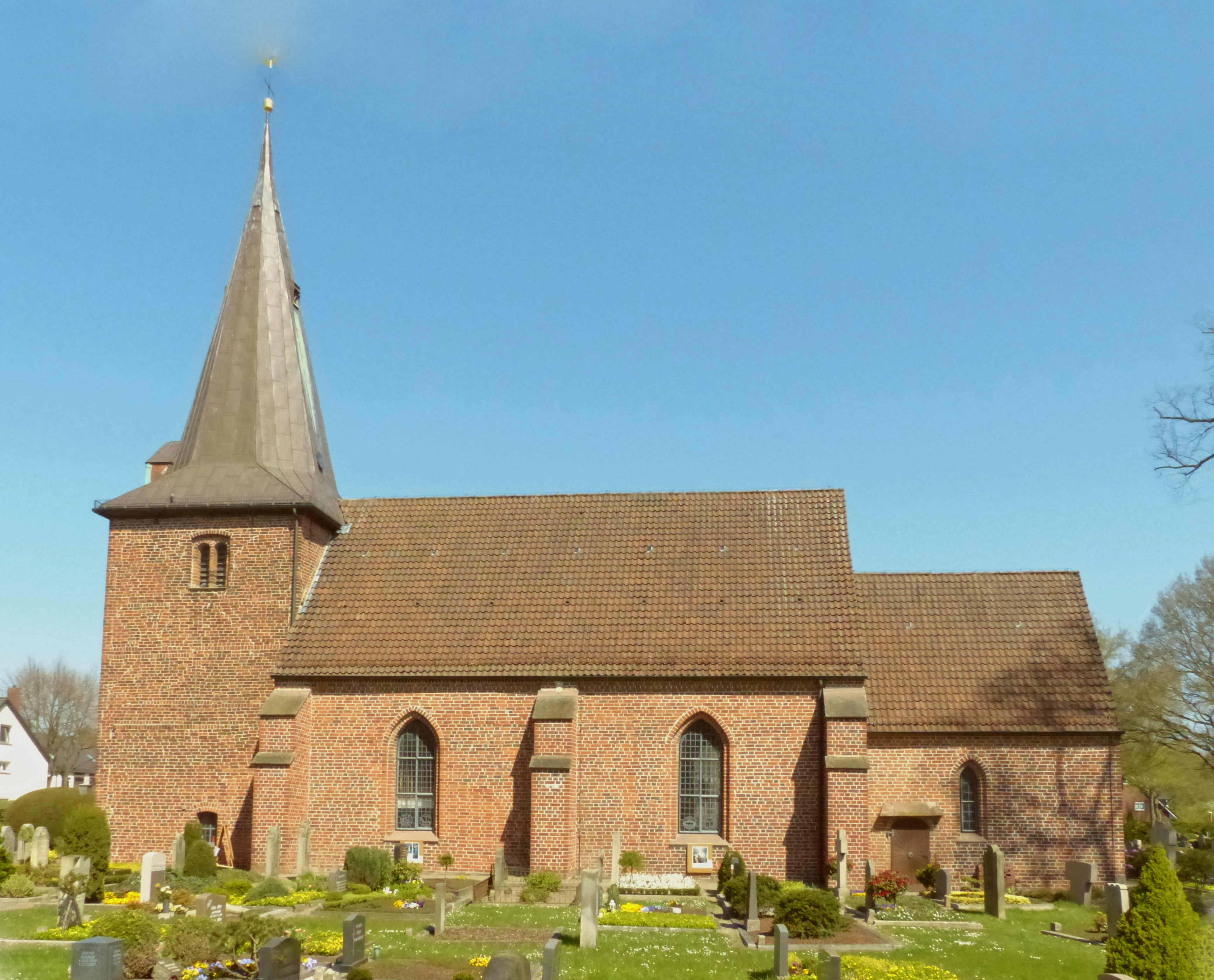
Arster Kirche von Süden

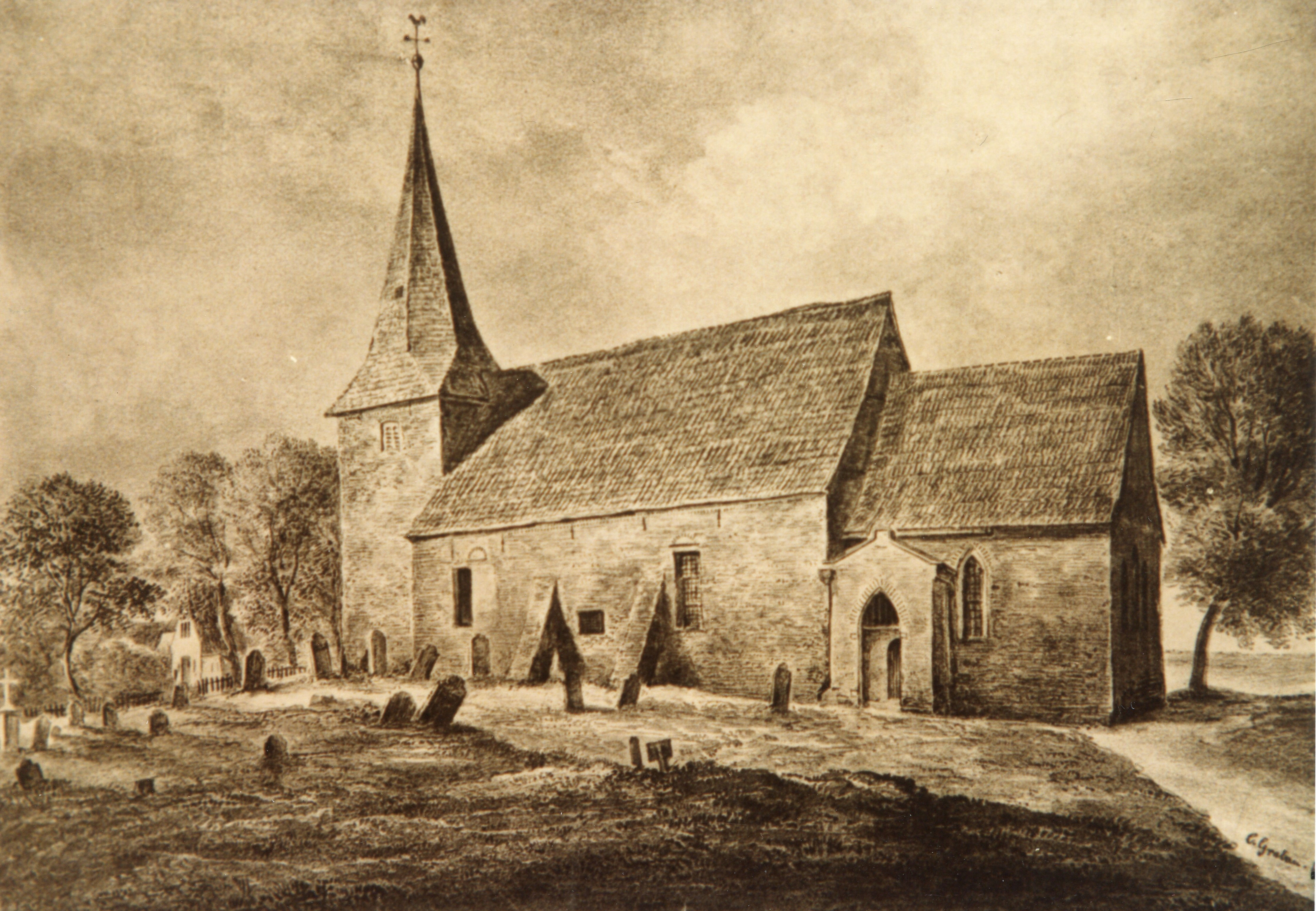
Arster Kirche 1873, Gemälde von Chr. Grabau

Die evangelische Pfarrkirche St. Johannes, auch St. Johannis oder St. Johannes d. T. in Bremen, Stadtteil Obervieland, Ortsteil Arsten, Arster Landstraße 51, entstanden um 1250 ist eine der ältesten Kirchen in Bremen. Dieses Gebäude steht seit 1973 unter Bremer Denkmalschutz, wie auch seit 1993 das Pfarrhaus von 1853, das Katechesierhaus und der Pfarrgarten.

## Geschichte
Das Dorf Arsten in dem vi’lande, auf der linken Weserseite, wurde 1211 erstmals schriftlich erwähnt. Der alte Dorfkern war eines der beiden Kirchdörfer des Vielandes; das andere war das schon 1187 erwähnte Seehausen. Ein großer Bereich zwischen beiden Kirchspielen gehörte vom 13. Jahrhundert bis 1746 zur Bremer Martinikirche. Arsten gehörte im 13. Jahrhundert zur Niedergrafschaft Hoya und Bruchhausen. Bei und seit dem Ausbau der Ochtum zu Bremer Landwehr gegen Ende des 14. Jahrhunderts war es allerdings wie das ganze Vieland direkt an Erzstift und Stadt Bremen gebunden.

### Bauwerk
1325 wurde die Johanniskirche erstmals schriftlich erwähnt. Das Dehio-Handbuch Bremen-Niedersachsen vermutet als Bauzeit das dritte Viertel des 13. Jahrhunderts, als die Backsteintechnik im norddeutschen Raum voll ausgebildet war. Zum Hochwasserschutz wurde sie auf einer Warft errichtet, deren Kuppe sich noch im 10. Jahrhundert stärker von der Umgebung abhob als heute. Vor der Kirche soll sich die Thingstätte des Dorfes befunden haben. Am Chor sind die ursprünglichen frühgotischen Spitzbogenfenster erhalten. Auch das liegende Fischgrätmuster des Giebeldreiecks des Chorgiebels ist weitgehend original erhalten. Die Fenster des Schiffs waren wenigstens auf der Südseite von einer Umgestaltung in der frühen Neuzeit bis zur Erneuerung von 1899 rechteckig, Die von Grabau über den Fensterstürzen dargestellten Halbkreisbögen sind finden sich auch in mehreren Bremer Renaissancebauten und ähneln der Gestaltung barocker bis klassizistischer Portale mehrerer Bremer Vorortkirchen. Der den Chor überragende Ostgiebel des Schiffs ist mit Zahnfriesen geschmückt. Das Kirchenschiff wird seit 1899 von drei Strebepfeilerpaaren stabilisiert. An der Südseite ist die äußere Ecken des etwas niedrigeren eingezogenen Chors durch eine (schon vor 1899vorhandene) Lisene betont. Unterschiede der Backsteinmaße der Bauteile legen eine Errichtung des Bauwerks in mehreren Phasen nahe.

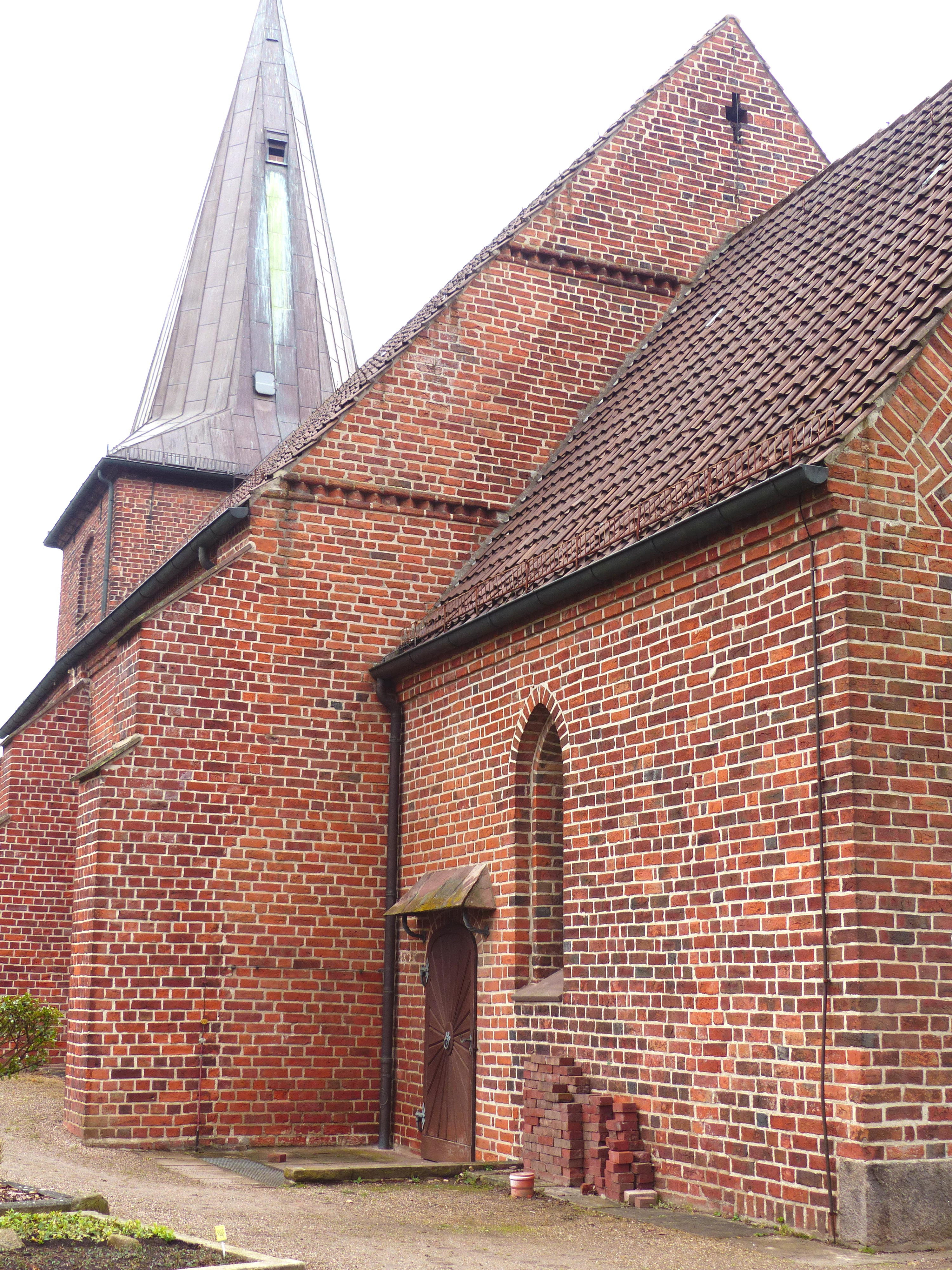
Ostgiebel des Schiffs mit Zahnfriesen
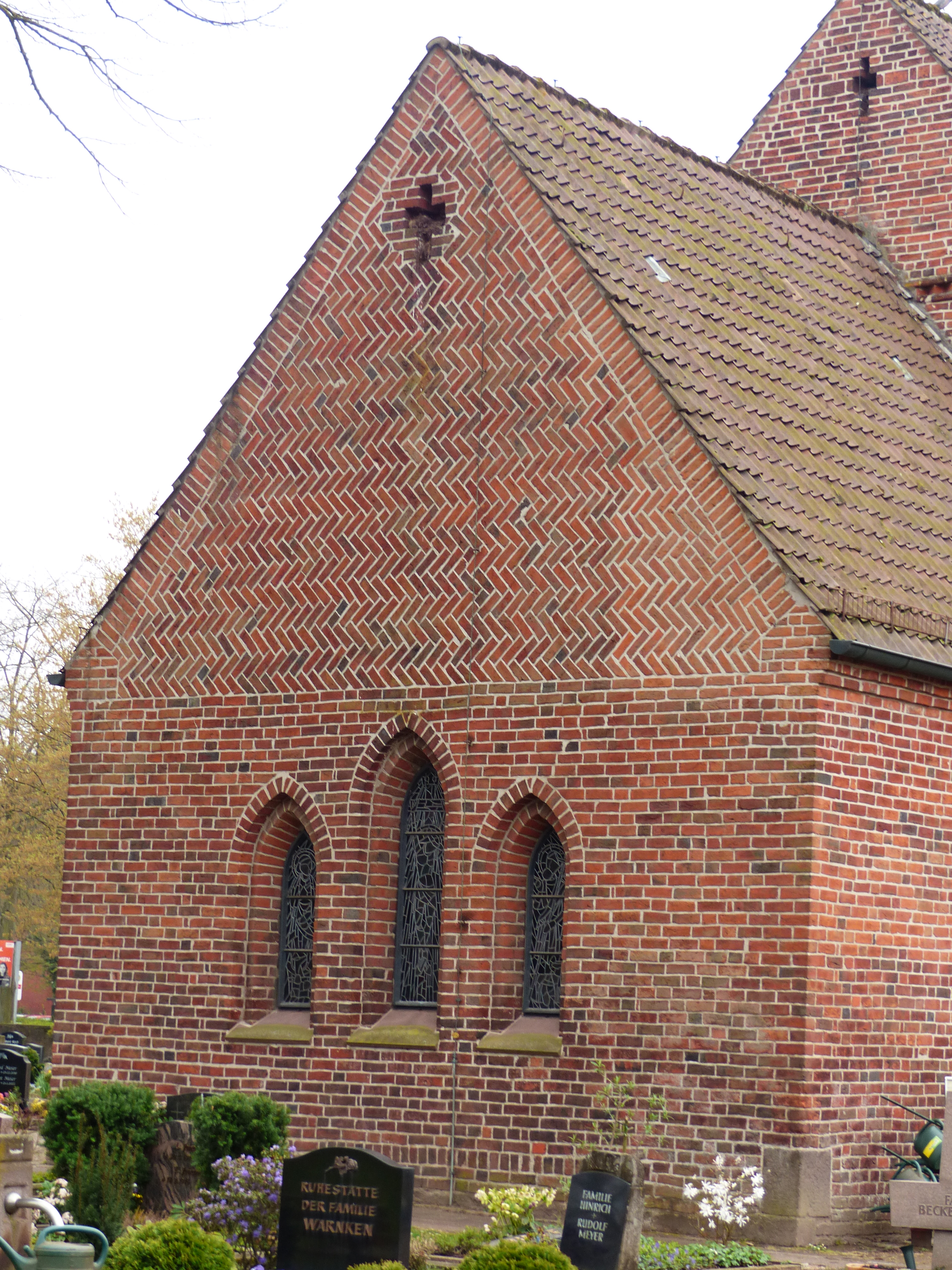
Chorgiebel: Fischgrätmuster, gotische Dreifenstergruppe
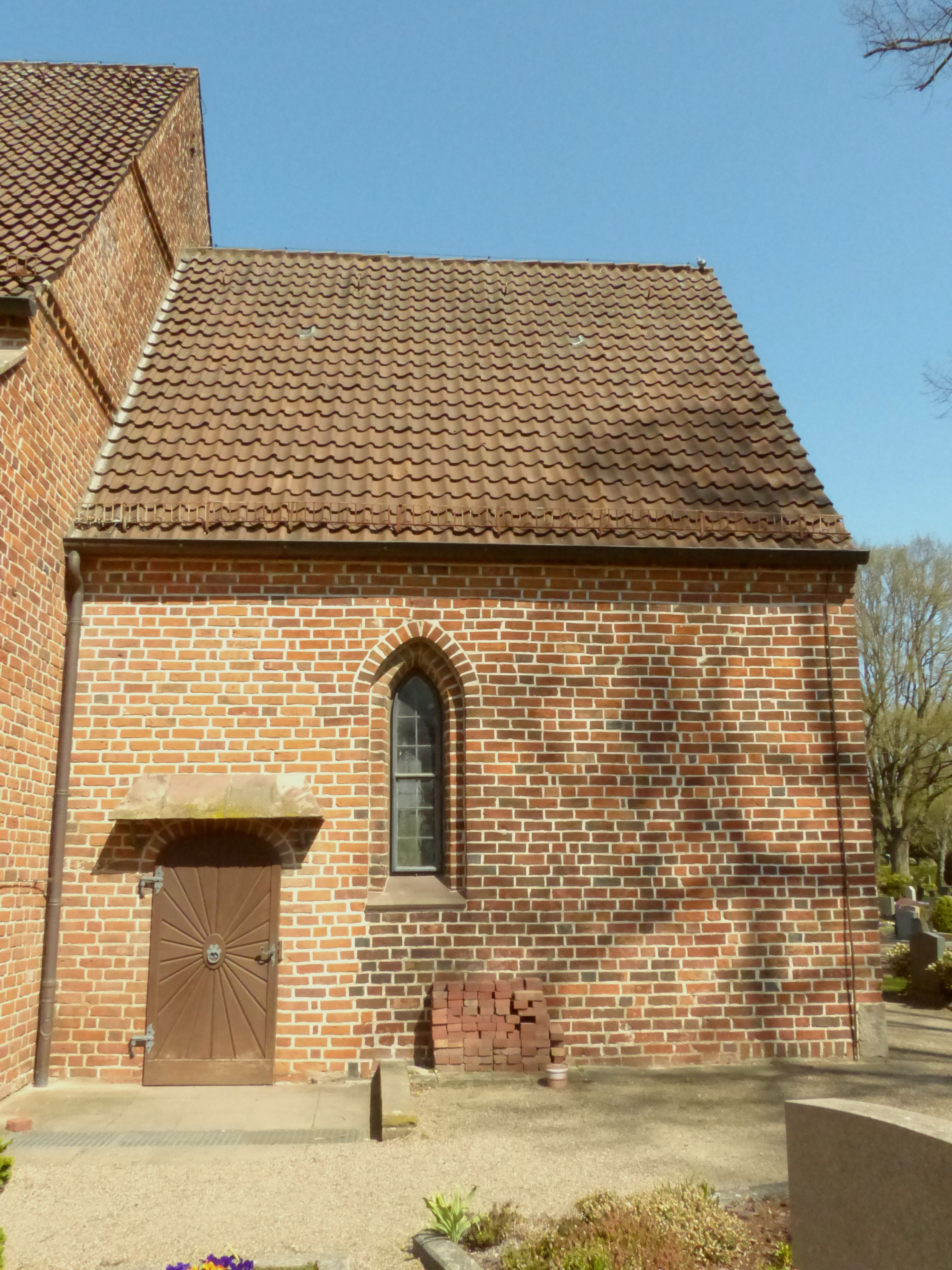
Chor, Süden: gotisches Fenster, erneuerte Priesterpforte
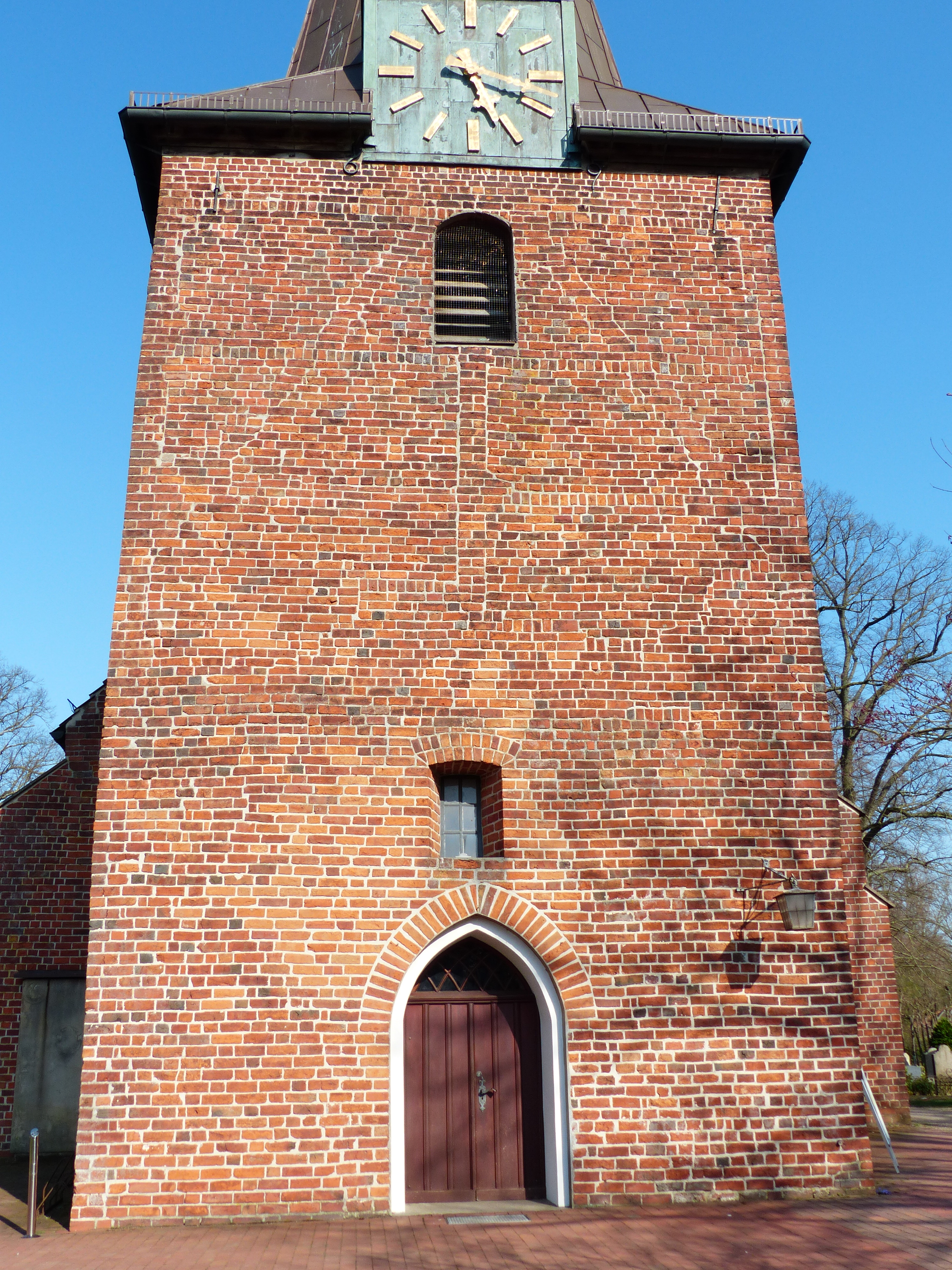
Turm von Westen: erneuertes Portal an originaler Stelle
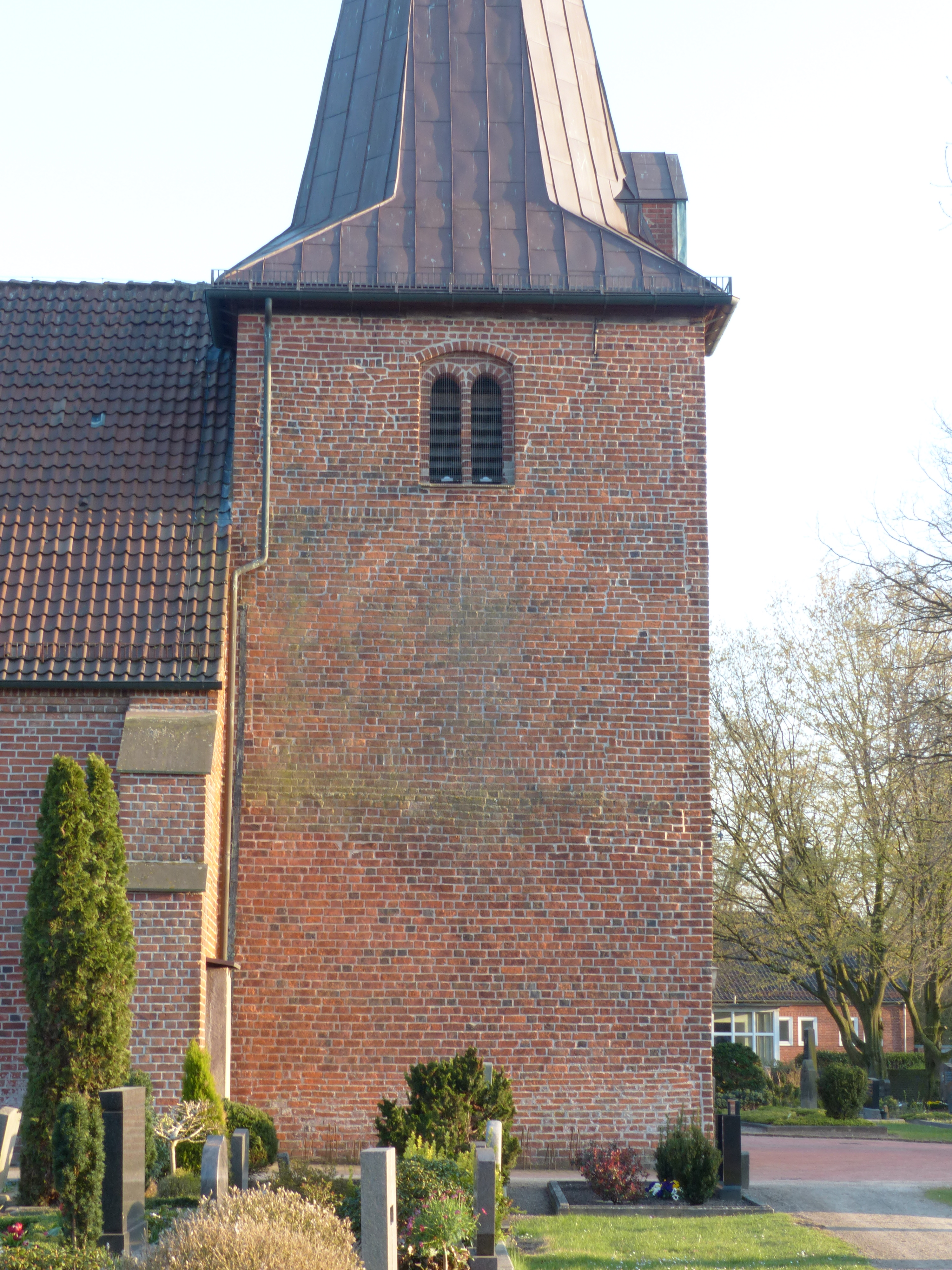
Turm von Norden: Mauerverwerfungen durch Umbauten

Der quadratische Westturm von etwa 7,5 m Kantenlänge schließt unverzahnt an das Kirchenschiff an; es gibt eine Baufuge, da die in den Seitenwänden des Turms die Backsteinlagen etwa 1 cm höher sind, als die des westlichen Schiffs. Im Mauerwerk des Turms gibt es weitere Baufugen, nicht zuletzt in der Nähe der westlichen Turmecken, und der Backstein in der Westwand des Turms hat überwiegend gleiche Höhe wie der von Schiff und Chor. Die Baufugen und zusätzliche diagonale Störungen deuten an, dass in der oberen Turmhälfte einmal ein Holzgerüst in die Wände eingemauert war. Seine Schallöffnungen sind in Nord- und Südwand Biforien mit rundbogigen Einzelöffnungen und je einem Segmentbogen als Überfangbogen. Nach Westen ist es eine einfache Öffnung mit Segmentbogen. Da die Schallluken von den Spuren der Balken durchschnitten werden, können sie ihre heutige Form erst nach deren Entfernung erhalten haben. Sie sind also trotz ihrer Rundbögen nicht romanisch, sondern eher aus dem Spätmittelalter oder gar von 1691, als der heutige achteckige, spitze Turmhelm aufgesetzt worden. Zu jener Zeit passt auch die Gestaltung, die die Fenster des Schiffs bis Ende des 19. Jahrhunderts zeigten. Die Mauern des Turms haben eine Stärke von 1,55 m. An seiner Südseite befindet sich ein eiserner Ring, an welchem das Halseisen, eine bogenförmige Fessel als Pranger, angebracht war.
1899 wurde die Kirche restauriert. Außer den schon beschriebenen Veränderungen an den Seitenwänden des Langhauses erhielt dabei das Westportal seine heutige Spitzbogenform.
In den letzten Wochen des Zweiten Weltkrieges wurde das Dach der Kirche zerstört und die Priesterpforte am Chor stark beschädigt. Die Gewölbe blieben erhalten und wurden zunächst provisorisch abgedeckt. Bei der Reparatur der Kirche 1949/59 wurde der Portikus vor der Priesterpforte nicht wiederhergestellt.

### Im Inneren

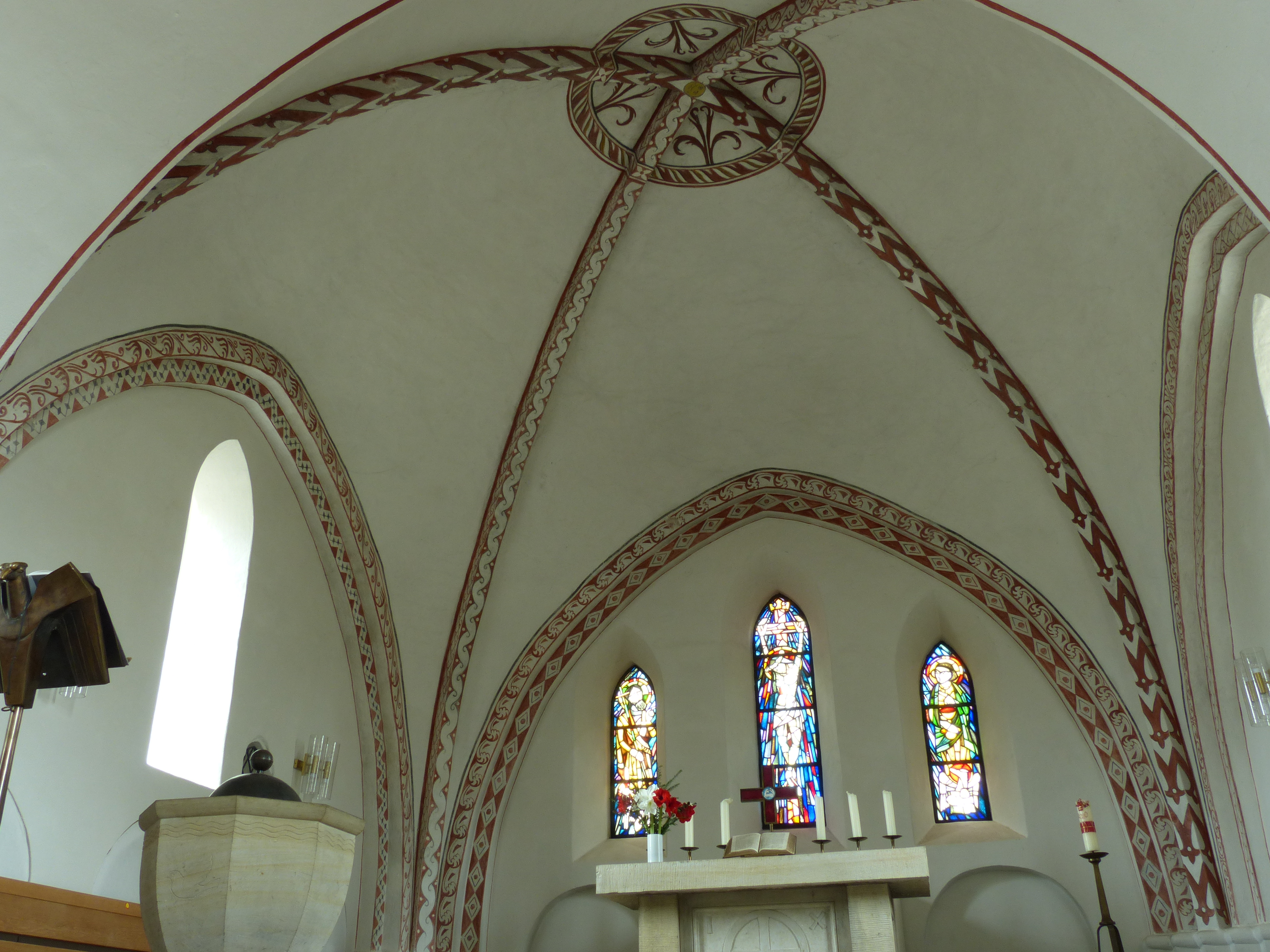
Chorraum

Der Kirchenraum ist vollständig überwölbt, der einzige einer Dorfkirche in der Stadtgemeinde Bremen mit erhaltenem mittelalterlichem Gewölbe. Das Chorjoch und die beiden Joche des Kirchenschiffs haben die gleichen Stilmerkmale. Es sind spitzbogige domikale Kreuzrippengewölbe. Sie haben Bandrippen wie das östliche der beiden Joche über der Orgelempore (ehemaliger Westchor) des Bremer Doms, aus dem Beginn seines gotischen Umbaus. Diese Bandrippen stehen in Arsten um 45° gedreht auf rechtwinklig vorstehenden Wandvorlagen. Sehr ähnliche Bandrippengewölbe haben 7 km westlich der Chor der Pankratiuskirche in Stuhr und 9 km südöstlich die Andreaskirche in Riede, sowie 17 km südlich die Michaelskirche in Heiligenfelde. Wie in allen drei Vergleichsbauten sind die Kreuzungen der Bandrippen nicht durch Schlusssteine hervorgehoben, jedoch ist im Arstener Chor die Kreuzung mit einer Maske bemalt. Außer dem Triumphbogen hat die Arster Kirche einen ebenso wuchtigen Gurtbogen zwischen den beiden Jochen des Schiffs. In der Nordwand des Chors befindet sich neben dem Fenster eine kleine Nische mit einem spitzbogigen, also auch schon gotischen, Kleeblattbogen.
Die Wände sind außer der Westwand zweizonig gestaltet. Die untere Zone ist durch schlichte rundbogige Blendnischen von geringer Tiefe gegliedert, die im Schiff bis in Höhe der durch Simse markierten Kämpfer der Gewölbe reichen. Im Chor sitzen die Kämpfer der Gewölbe tiefer. Die Fenster gliedern die obere Wandzone. Sie waren in der frühen Neuzeit, möglicherweise 1691, rechteckig modernisiert worden. Die gotisierenden Schiffsfenster von 1899 sind wahrscheinlich größer als die mittelalterlichen Fenster. Der Höhenabstand der Sohlbänke zu den Scheiteln der Blendnischen zeigt aber, dass die mittelalterlichen Sohlbänke nicht weit oberhalb der heutigen lagen. Eine ähnliche Wandgestaltung mit Spitzbogenfenstern (dort aber überall in Gruppen) über einer Zone rundbogiger Blendnischen (dort aber gestuft) zeigt die Nicolaikirche in Schmalförden, 30 km südlich. Wie in Arsten sind dort ein zweijochiges Schiff und ein eingezogener Chor mit Bandrippengewölben ohne Schlusssteine gedeckt. Die Arster Fenster erhielten 1966 Danziger Antikglas.

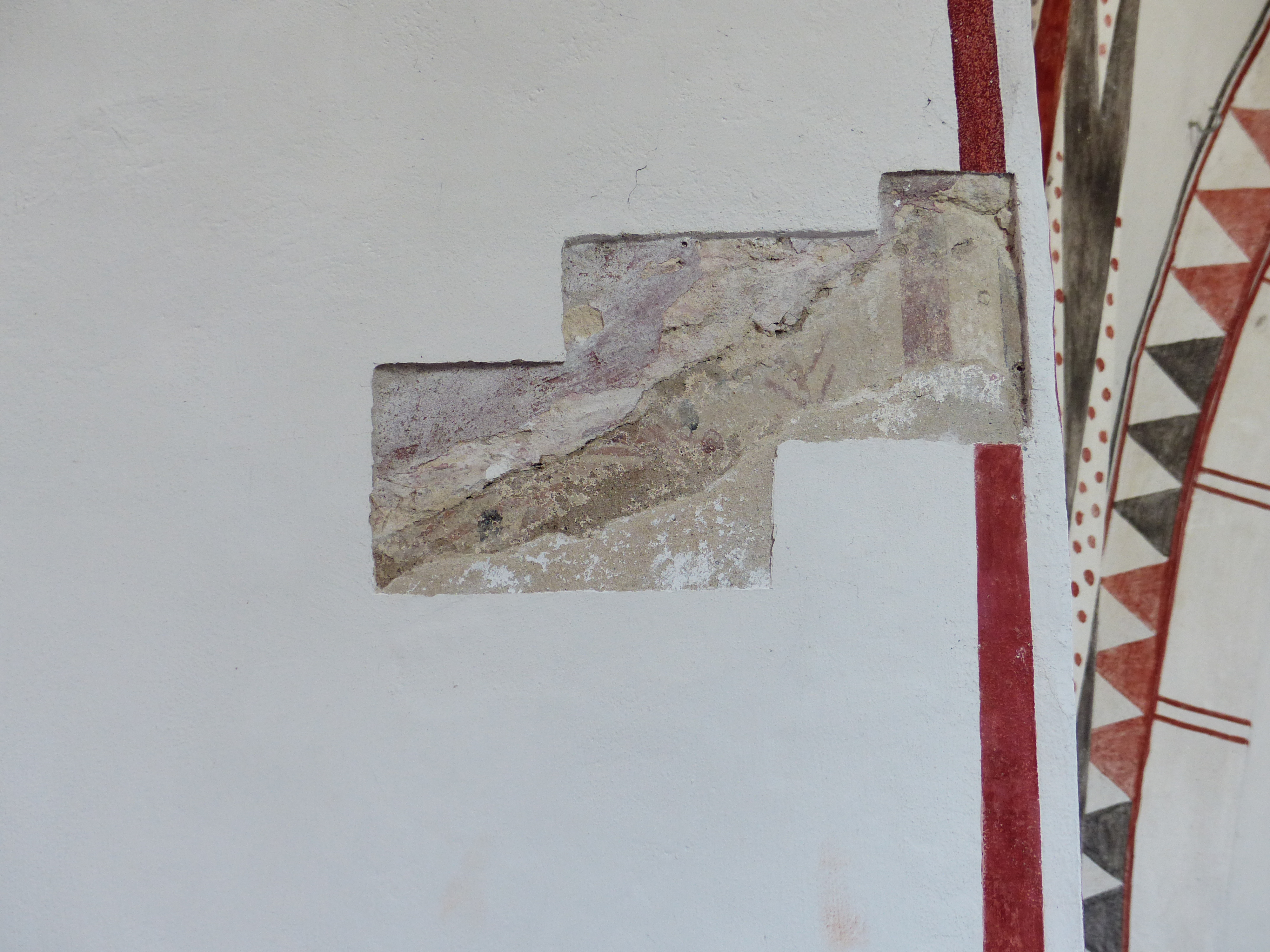
Reste mittelalterlicher Kalkmalereien im Chorbogen
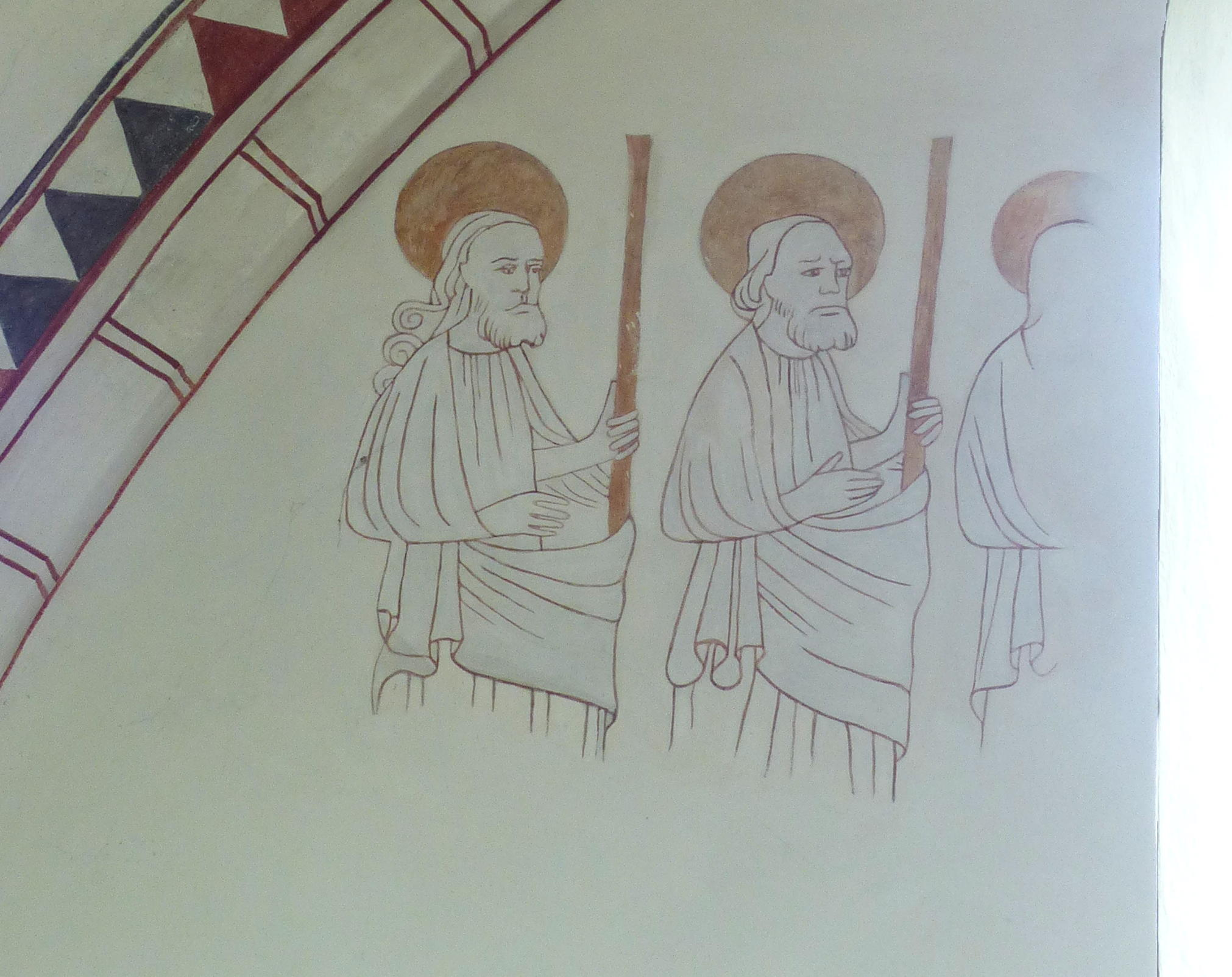
Apostel mit Kerzen, östliche Südwand, weitgehend Neuschöpfungen an der Stelle mittelalterlicher Spuren

Die Verteilung der Blendnischen zeigt an, dass die Arster Kirche im Unterschied zu vielen Pfarrkirchen aus derselben Zeit den Eingang für die Gläubigen nicht einer (beispielsweise in Schmalförden) oder beiden (beispielsweise St. Pankratius in Stuhr) Seitenwänden hatte, sondern in der Westwand des Turms. In der Westwand des Schiffs liegt ein heute vermauerter Bogen von 5,55 m Höhe und 4,72 m Breite, durch den der Erdgeschossraum des Turms einmal in ganzer Breite zum Schiff hin offen war.
Die Bemalung des Kreuzrippengewölbes und der Gurtbögen, vor allem aber die Aposteldarstellung an der Südwand, war nur noch in wenigen Resten vorhanden und wurde weitgehend ergänzt.

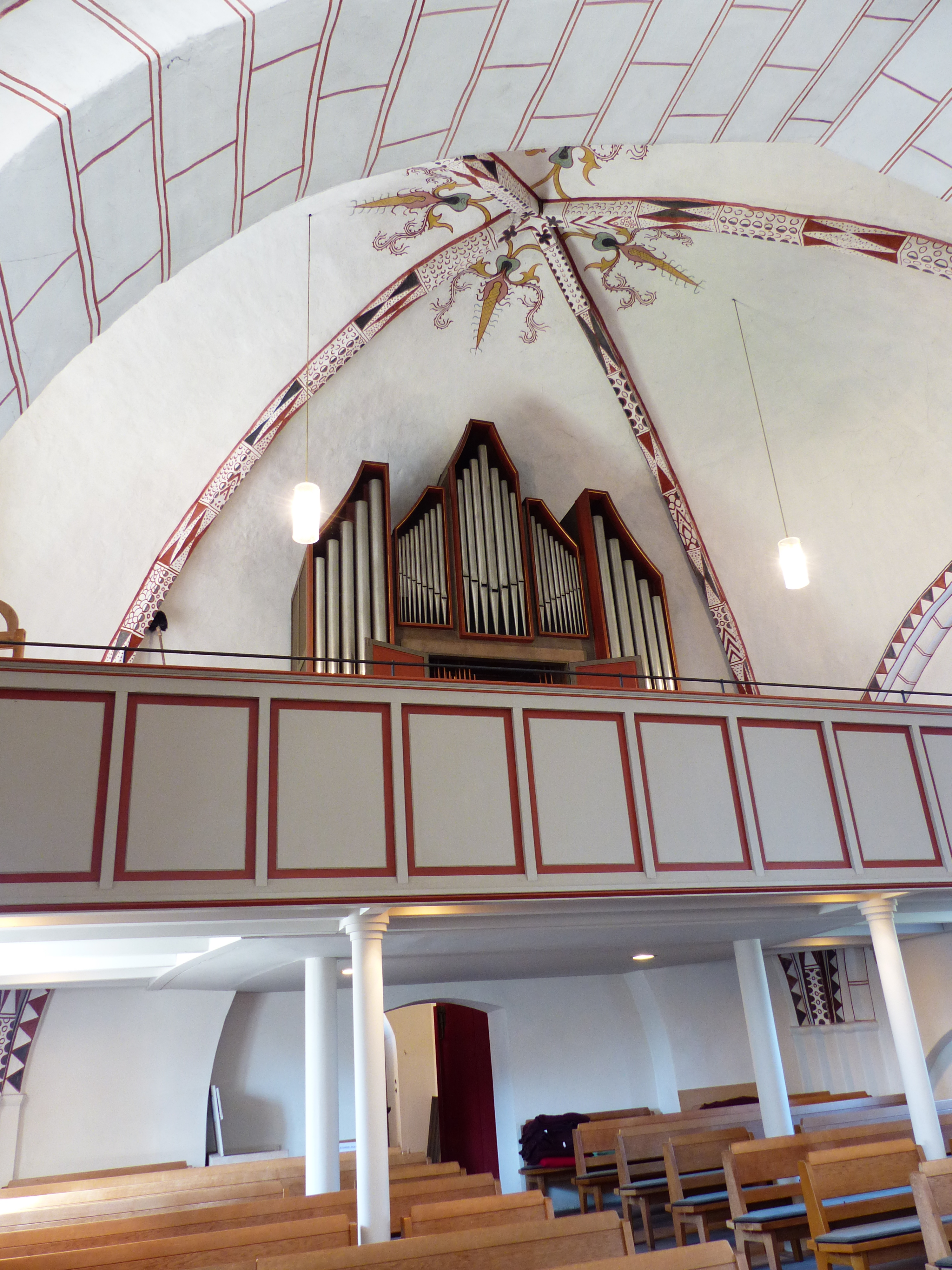
Schiffsgewölbe; unter der Orgelempore Flanken des Bogens zum Turm
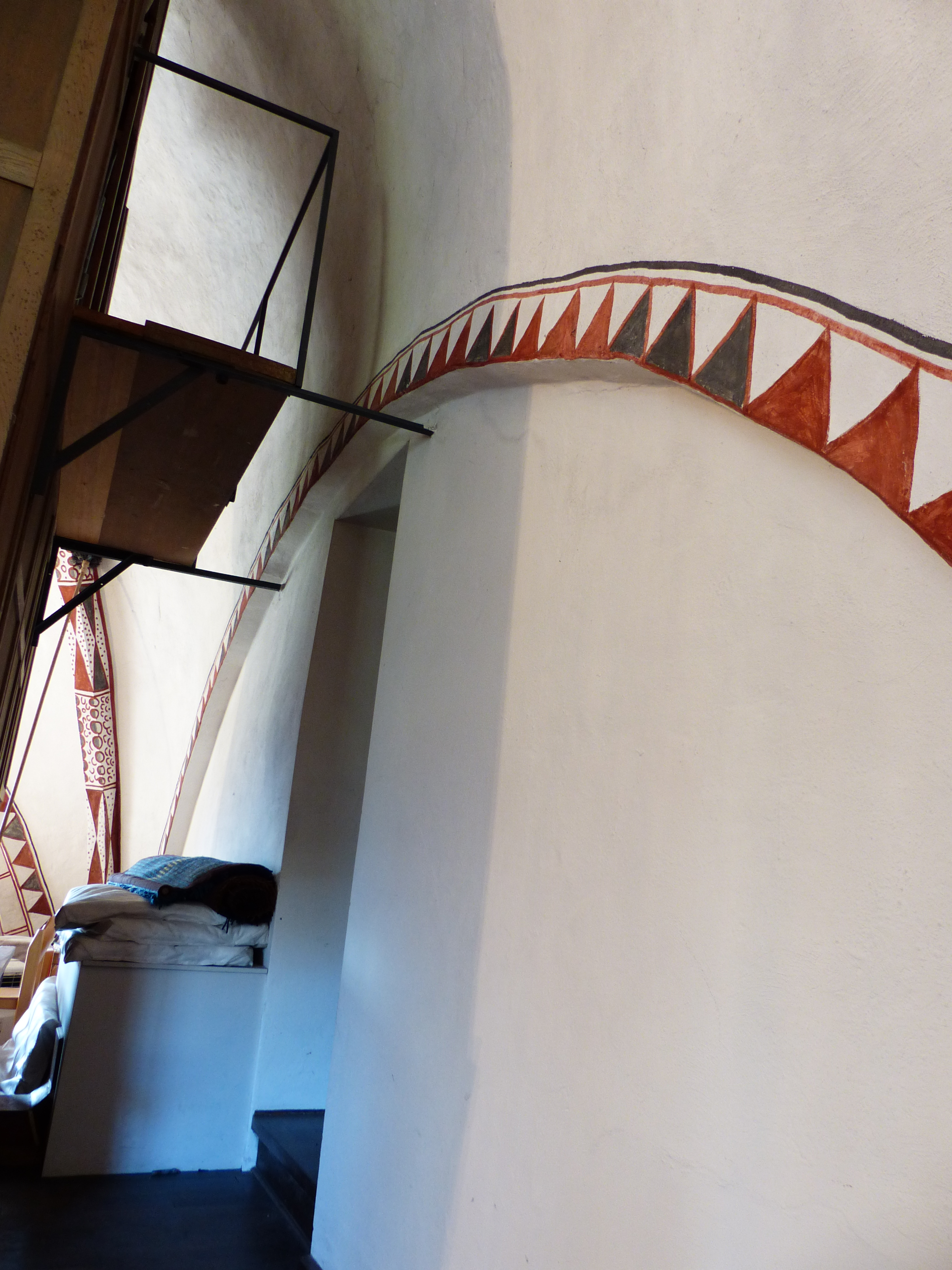
Schildbogen hinter der Orgel
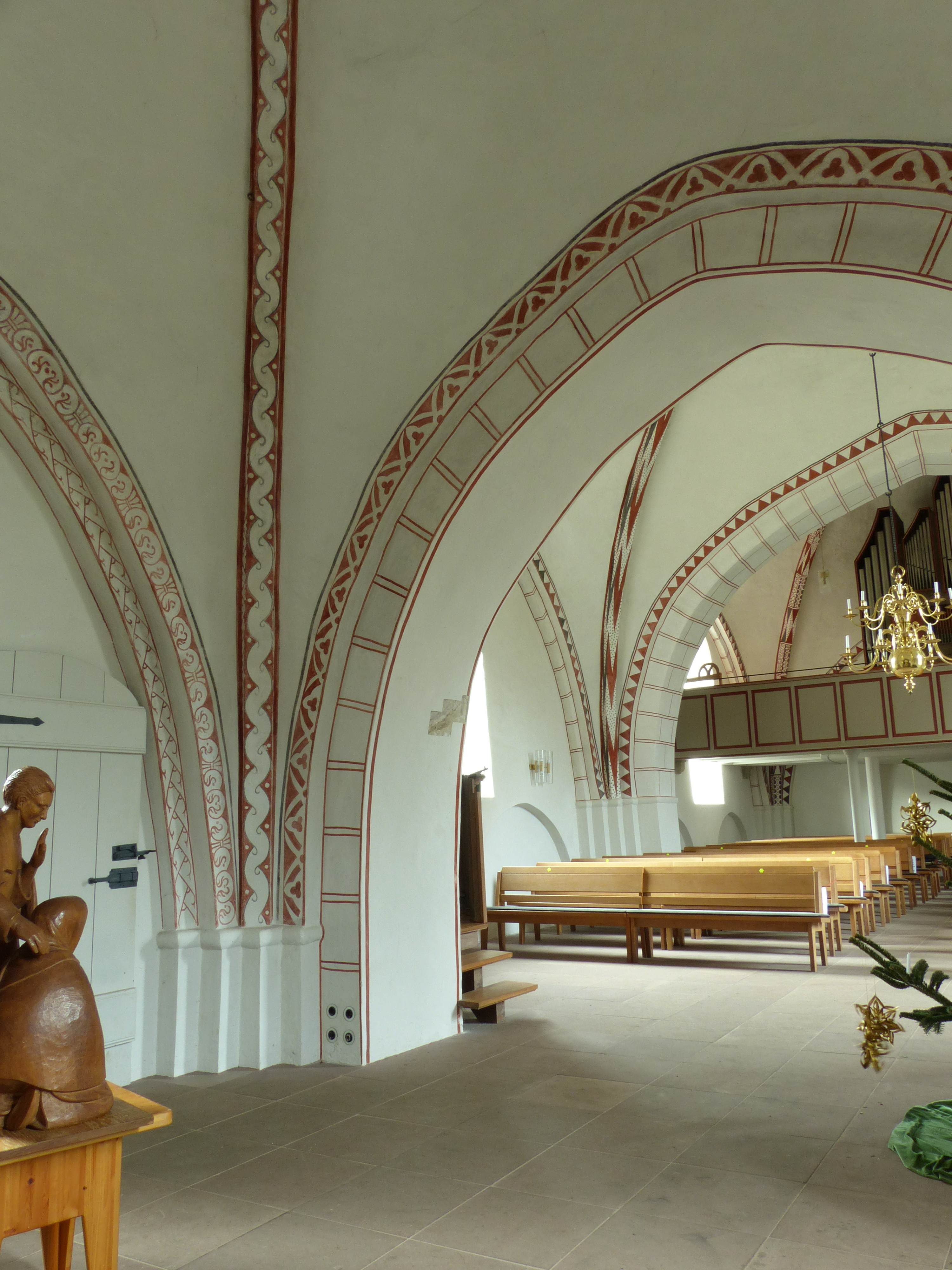
Sicht aus dem Chor ins Schiff: Bandrippen, Wandvorlagen, Blendnischen
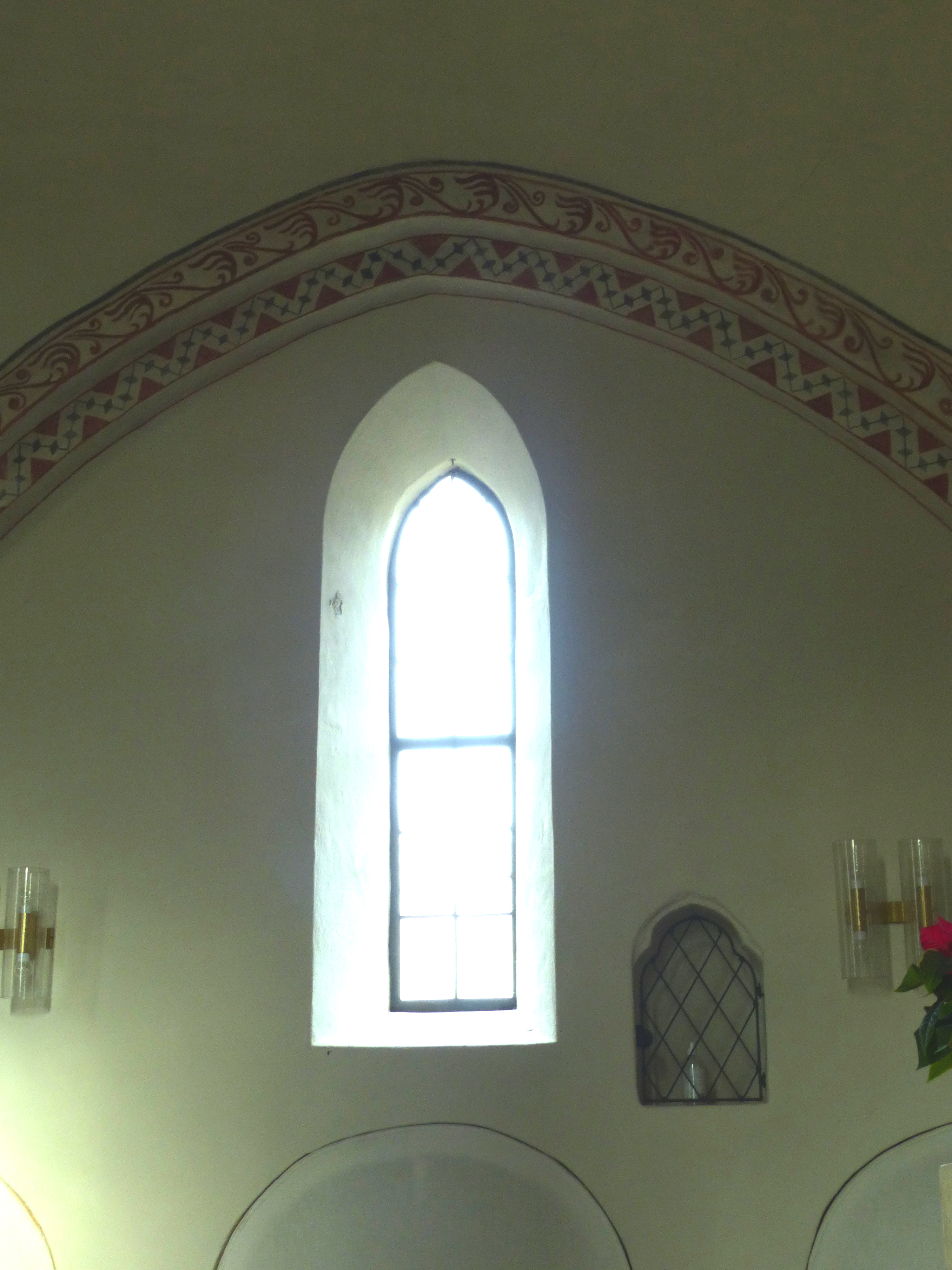
Nordwand des Chors: Spitzbogenfenster und Nische mit spitzem Kleeblattbogen
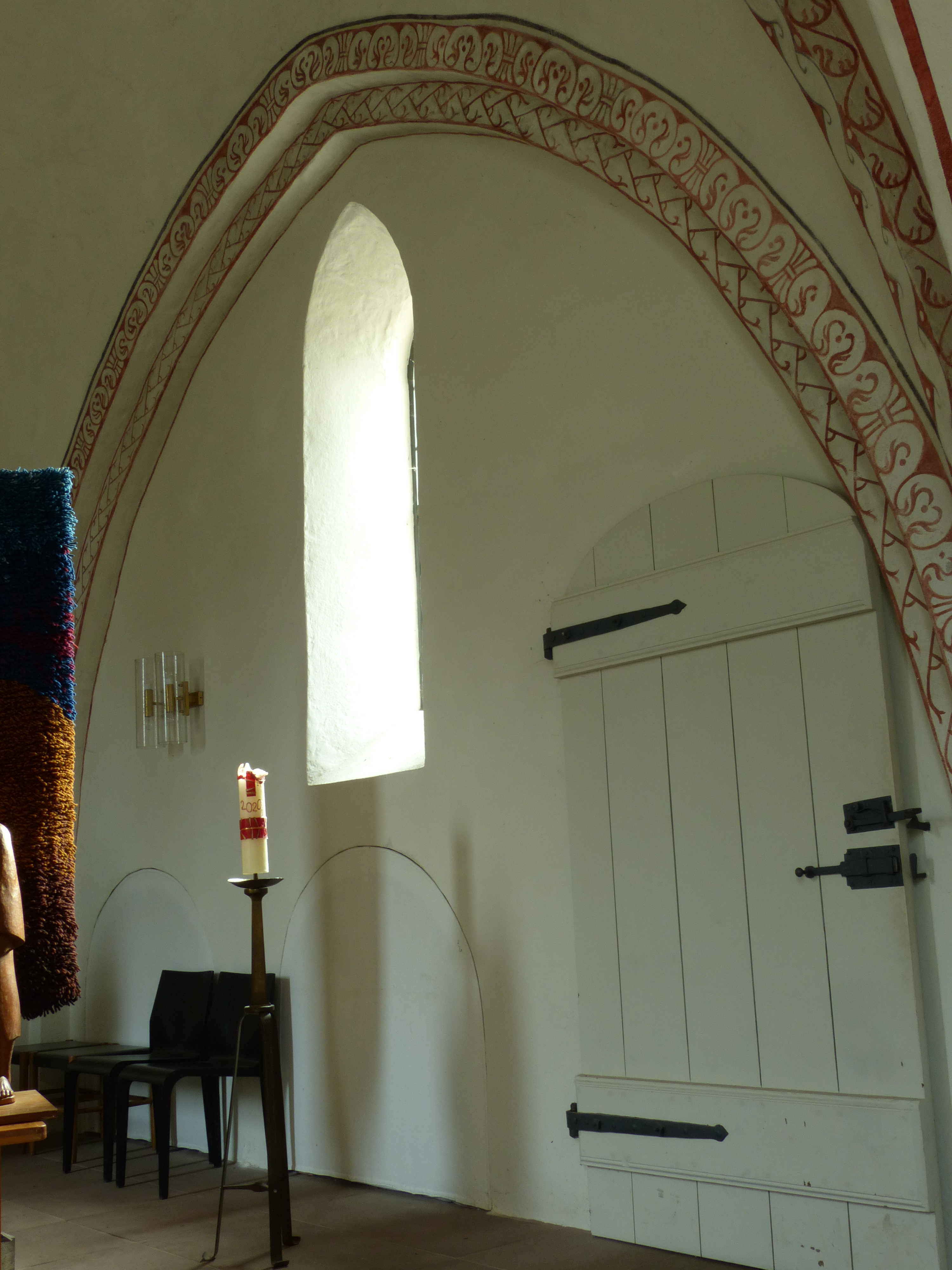
Spitzbogenfenster an der Südwand des Chors, schon vor 1899 dargestellt

Eine später eingebaute Empore, für die wachsende Anzahl der Besucher, bestand bis 1927. Die Glasmalerei im Chor stammt 1951 von Hermann Oetken (1909–1998). 1966 wurde das alte Kirchengestühl durch moderne Bänke ersetzt. Die große Orgelempore wurde in den 1960er Jahren abgebrochen und durch eine kleinere Empore ersetzt. Diese wurde bei der umfassenden Renovierung der Kirche 1995 wieder ausgeweitet und wesentlich vergrößert.
Das ein- und zweigeschossige spätklassizistische Pfarrhaus, teils mit einem Krüppelwalmdach, In der Tränke 23/24, stammt von 1853 mit einem Sandsteinrelief des Vorgängerbaus von 1681.
Das Katechesierhaus wurde 1852 erbaut. Der Pfarrgarten ist im 18. Jahrhundert angelegt und nach 1946 umgestaltet worden.

### Kirchhof

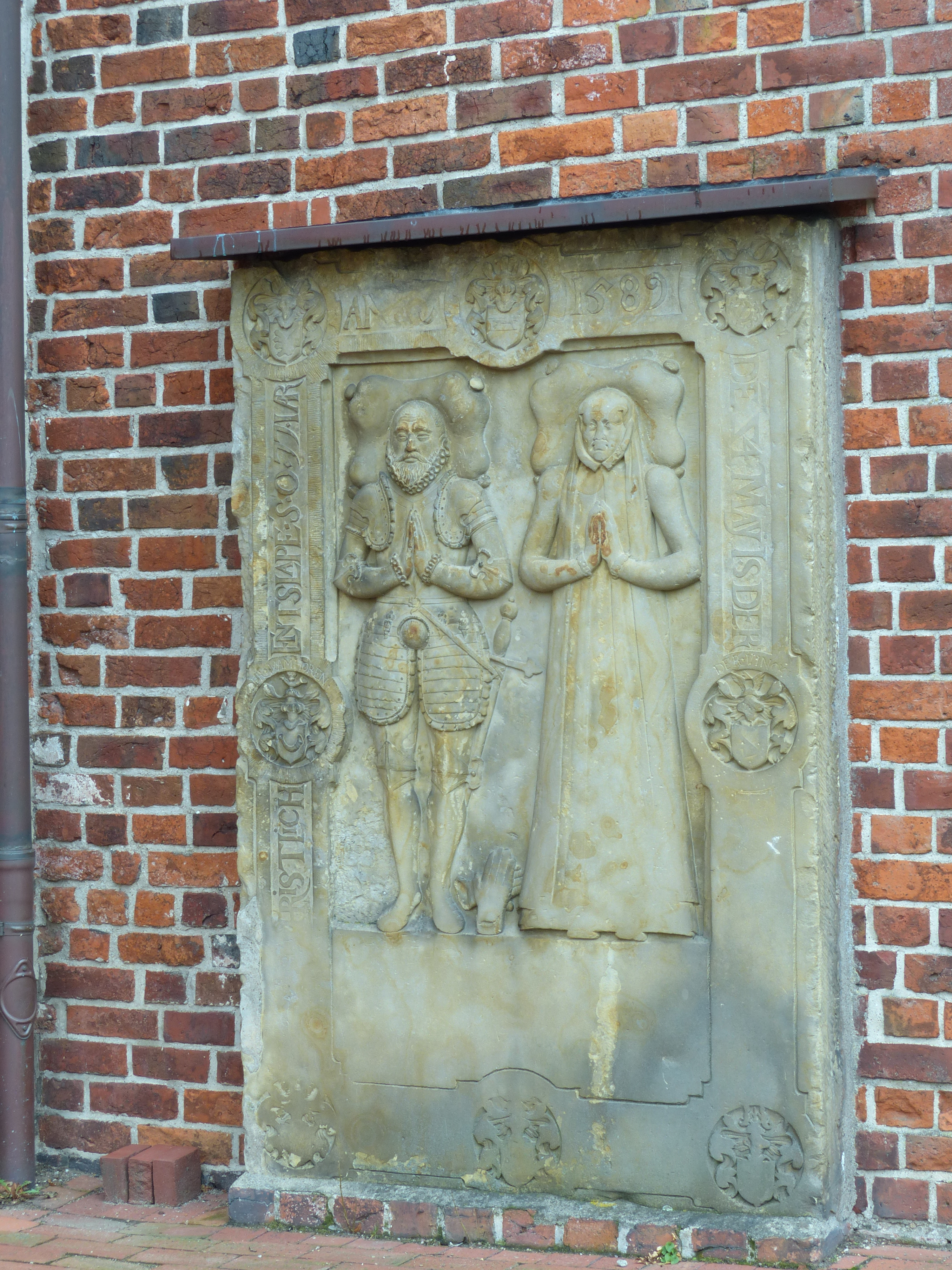
Epitaph an der Westwand des Kirchenschiffs

Auf dem alten Friedhof befinden sich viele alte Grabsteine aus dem 16. bis 18. Jahrhundert; die ältesten von 1546. Das Epitaph des Ritters Arp Hermeling und seiner Frau, rechts neben dem Turm, stammt von 1589. Arp Hermeling war Besitzer des Sattelhofes Hemm, der bereits 1385 urkundlich erwähnt wurde.
Ein Mahnmal zum Gedenken der Opfer des Zweiten Weltkrieges trägt eine Gedenktafel mit Worten von Rudolf Alexander Schröder.

## Kirchgemeinde

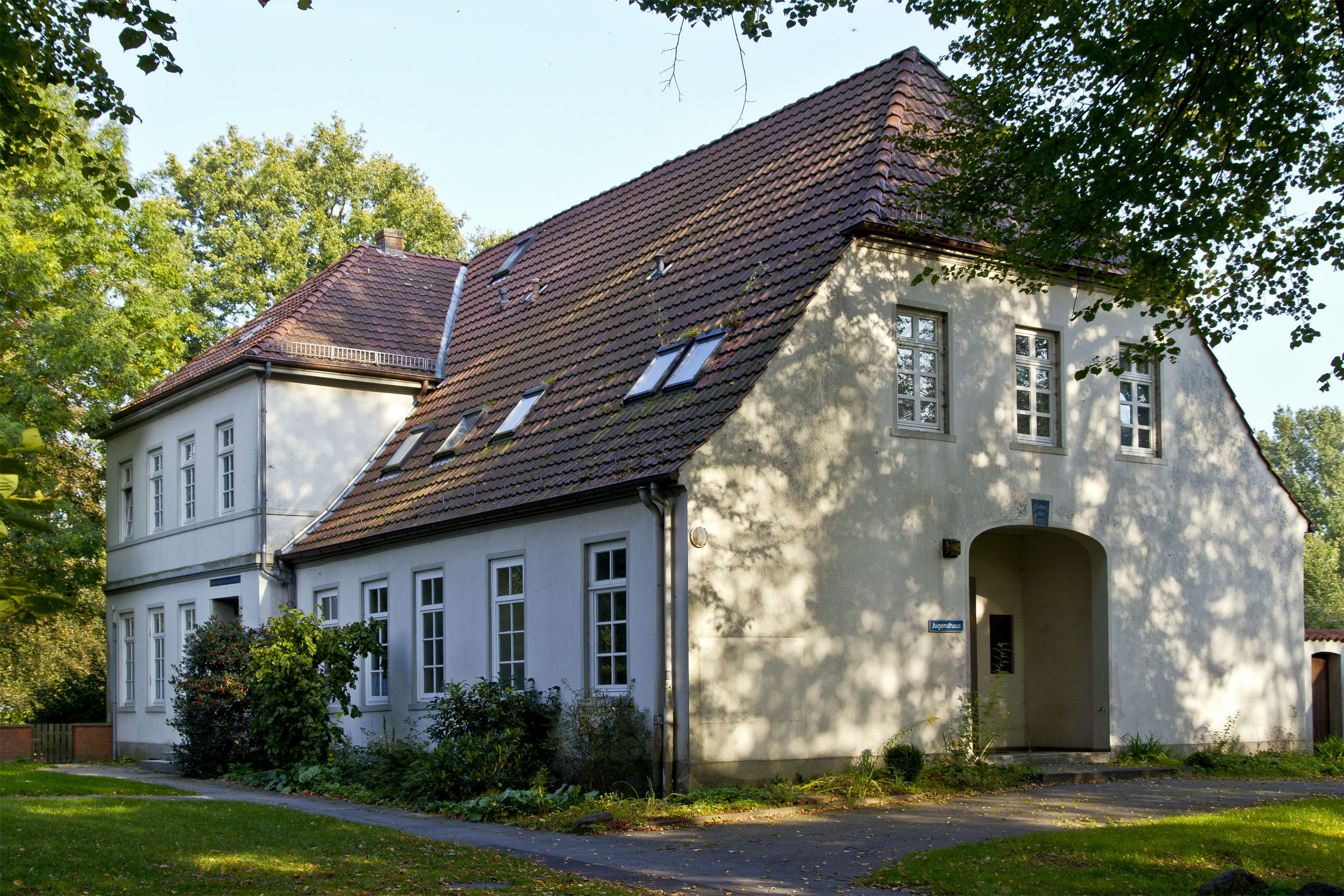
Gemeinde- und Pfarrhaus von 1853

Die Evangelische Kirchengemeinde Arsten-Habenhausen unterhält neben der St. Johannes Kirche in Arsten die moderne Simon-Petrus-Kirche  in Habenhausen. (Simon-Petrus-Gemeindezentrum, Habenhauser Dorfstraße 42 und Gemeindehaus Arsten, In der Tränke 24)